# Santa Luzia do Cariri
Santa Luzia do Cariri é um distrito da cidade de Serra Branca, Paraíba, Brasil. 
O distrito está situado às margens da rodovia BR-412. Dista aproximadamente 22 km do centro de Serra Branca, 126 km de Campina Grande e 256 km da capital estadual, João Pessoa.